# Hipposideros crumeniferus
Hipposideros crumeniferus là một loài động vật có vú trong họ Dơi nếp mũi, bộ Dơi. Loài này được Lesueur & Petit mô tả năm 1807.